# Chirality
Chirality ist eine wissenschaftliche Fachzeitschrift, die vom Wiley-Blackwell-Verlag veröffentlicht wird. Die Zeitschrift erscheint mit zehn Ausgaben im Jahr. Es werden Arbeiten veröffentlicht, die sich mit dem Einfluss molekularer Asymmetrie auf biologische, chemische und pharmakologische Eigenschaften von Substanzen beschäftigen.
Der Impact Factor lag im Jahr 2014 bei 1,886. Nach der Statistik des ISI Web of Knowledge wird das Journal mit diesem Impact Factor in der Kategorie Pharmakologie und Pharmazie an 154. Stelle von 254 Zeitschriften, in der Kategorie analytische Chemie an 40. Stelle von 74 Zeitschriften, in der Kategorie medizinische Chemie an 37. Stelle von 59 Zeitschriften und in der Kategorie organische Chemie an 33. Stelle von 57 Zeitschriften geführt.